# Rue de Montpensier
 (mars 2016).
Si vous disposez d'ouvrages ou d'articles de référence ou si vous connaissez des sites web de qualité traitant du thème abordé ici, merci de compléter l'article en donnant les références utiles à sa vérifiabilité et en les liant à la section « Notes et références ».
La rue de Montpensier est une voie du 1er arrondissement de Paris. 

## Situation et accès
Cette rue étroite, située au centre de Paris, est à sens unique, dirigée vers le nord. Les vélos peuvent l'emprunter à contre-sens.
Entre les no 24 et 25 de ladite rue, un passage permet de rejoindre la galerie de Montpensier située à l'intérieur du Palais-Royal.

## Origine du nom

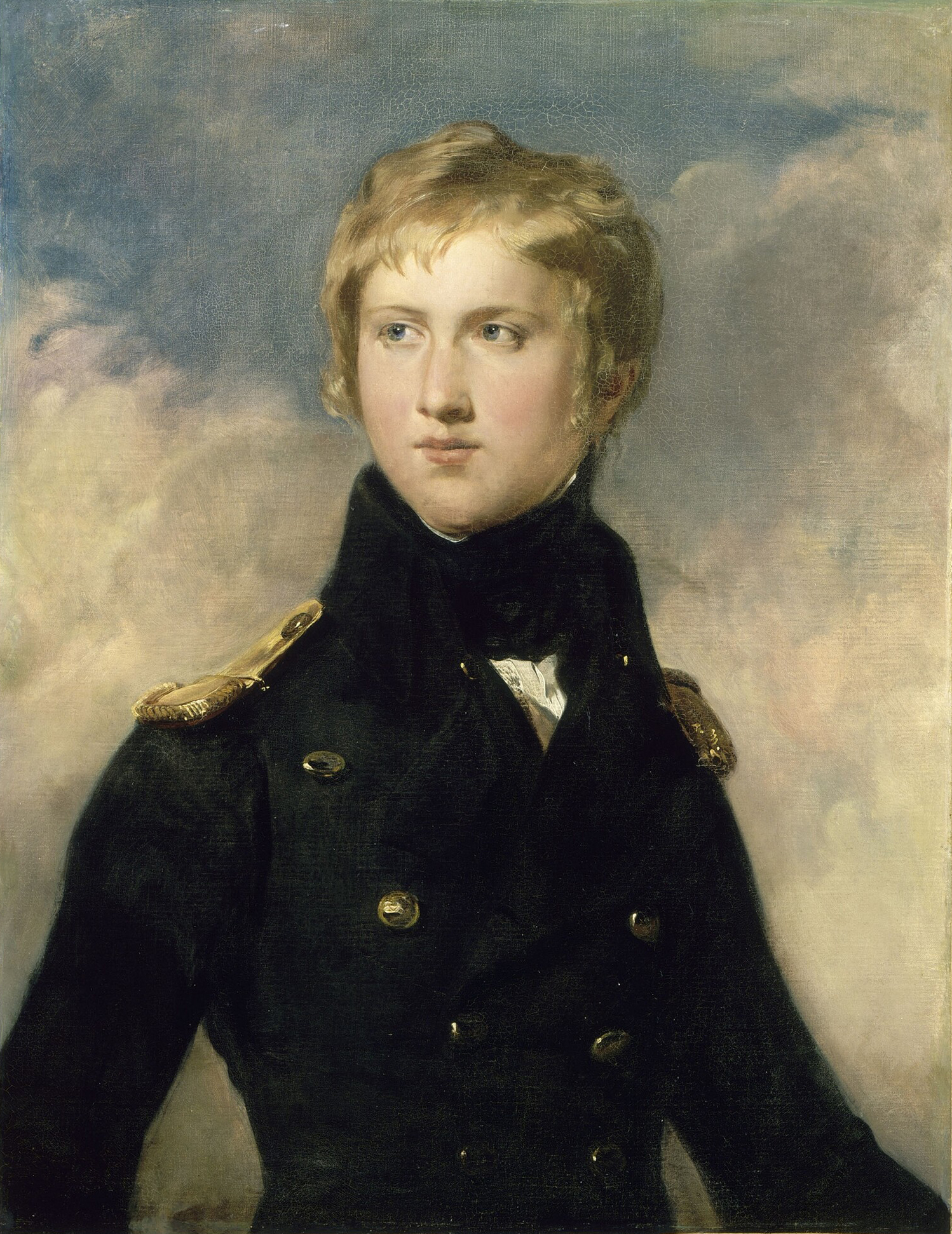
Antoine d’Orléans, duc de Montpensier.

La rue de Montpensier doit son nom à Louis Antoine Philippe d'Orléans duc de Montpensier (1775-1807), frère de Louis-Philippe Ier, roi des Français.

## Historique
Cette rue a été créée en 1784 sur une partie du jardin du Palais-Royal, réduisant ainsi son emprise. Elle a pris successivement les noms de :
- « passage de Montpensier » en 1784, à cause du duc de Montpensier, second fils du duc d'Orléans
- « rue de Quiberon » en 1794, en mémoire de la défaite des royalistes à Quiberon le 20 juillet 1795
- « rue Montpensier » en 1814,
- « rue Marceau », puis « rue Masséna » en 1849,
- « rue de Montpensier » depuis 1850.

Durant les Trois Glorieuses, la voie fut le théâtre d'affrontement entre les insurgés et la troupe.

## Bâtiments remarquables et lieux de mémoire
- No 2 : siège du Conseil constitutionnel. Il est situé au Palais-Royal, près du Conseil d'État. Durant l'entre-deux-guerres, l'immeuble accueillait des bureaux de la CICI.
- No 1 : au début des années 1900, l'angle de la rue de Montpensier et de la rue de Richelieu accueille au rez-de-chaussée la boutique du célèbre arquebusier parisien Fauré Le Page (qui distribua des armes à la foule lors de la révolution de 1830) et le Royal Palace Hôtel, inauguré en 1909[réf. nécessaire].
- No 23 : passage Potier qui relie la rue Montpensier à celle de Richelieu. L'immeuble construit en 1649 a abrité les ateliers de Rose Bertin, la ministre de la mode de Marie-Antoinette. Elle s'en est portée acquéreur en 1789 et y installa ses ateliers au 1er étage. Elle garda l'immeuble jusqu'à sa mort. En 1824, le comédien Jean-Baptiste Potier s'en est porté acquéreur.
- No 14 : l'acteur et metteur en scène Jacques Charon y vécut (plaque).
- No 15 : Au Caveau Montpensier, fondé en 1942 et toujours en activité.
- No 36 : domiciles du poète, cinéaste et peintre Jean Cocteau de 1939 à 1963, et de la compositrice, chanteuse et actrice Mireille, avec son mari, l'écrivain Emmanuel Berl, qui y habitèrent pendant quarante ans[réf. nécessaire]. Deux plaques commémoratives leur rendent hommage.
- No 38 : théâtre du Palais-Royal.
- En 1969, André Malraux achète un duplex dans un immeuble de cette rue, que Louise de Vilmorin décorera, mais qu'ils n'habiteront jamais[réf. nécessaire].

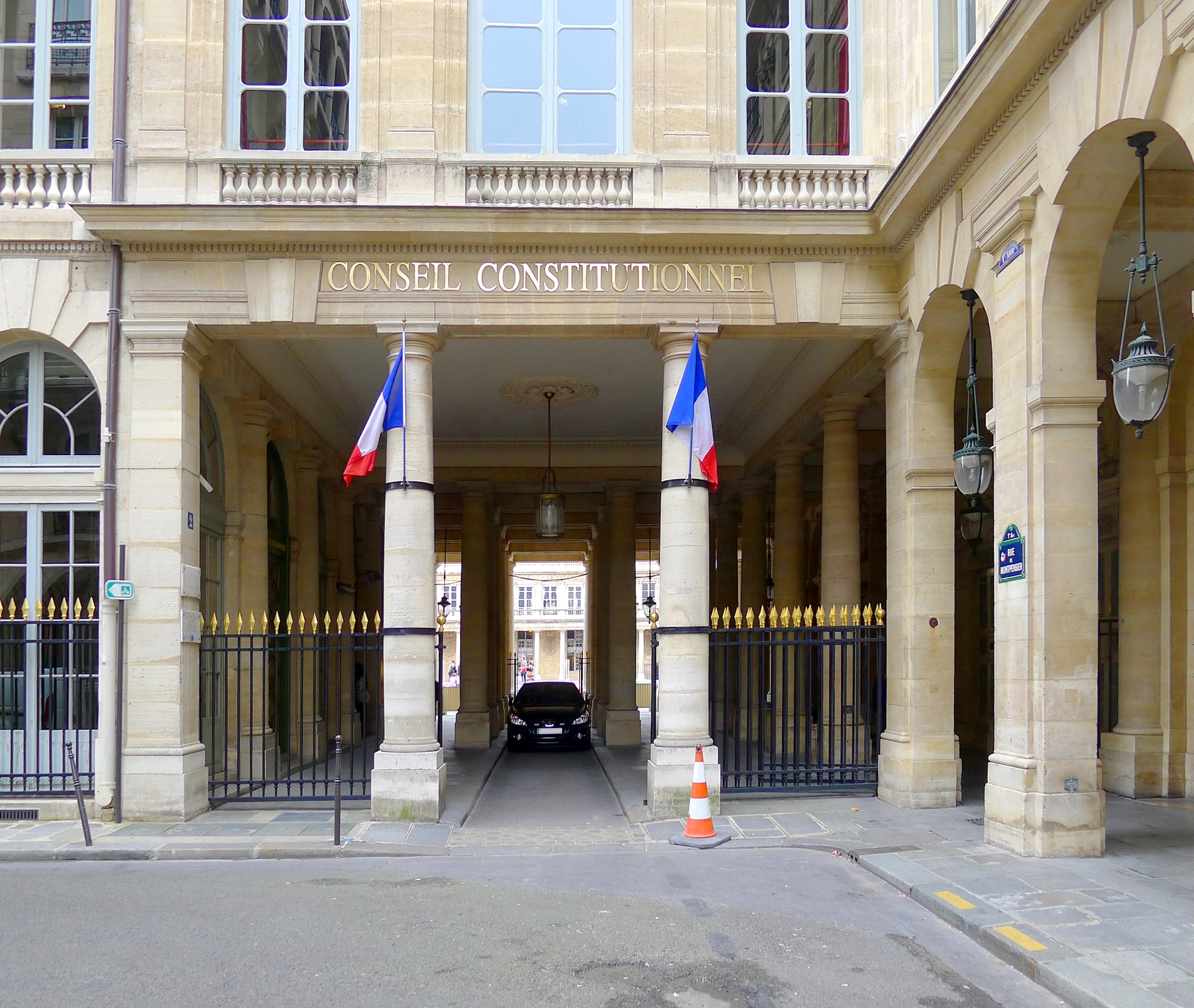
No 2, le Conseil constitutionnel.
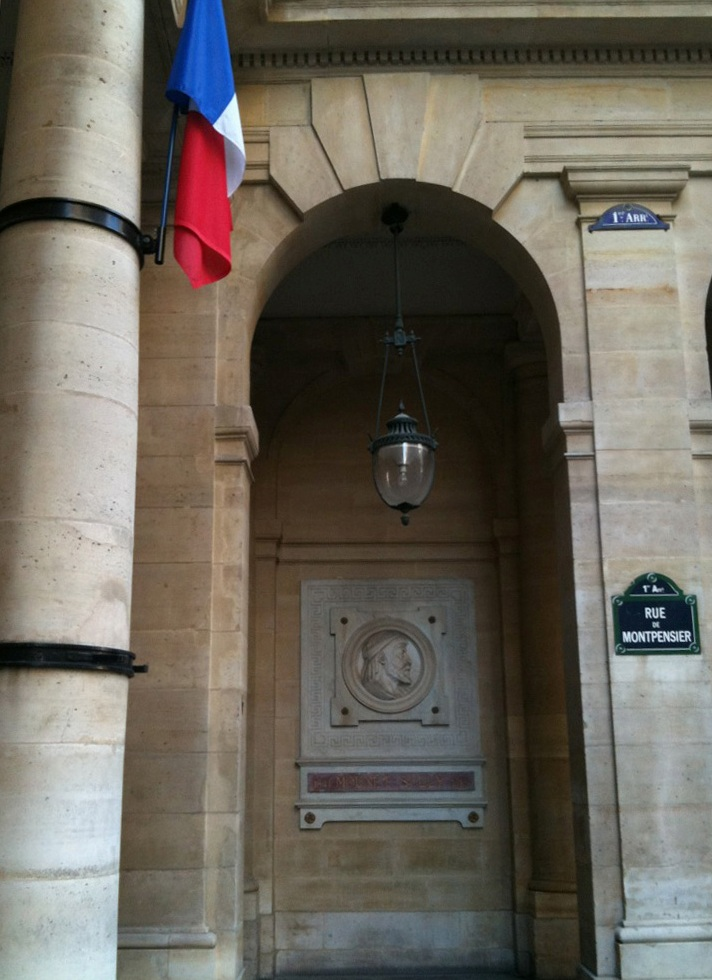
Daniel-Joseph Bacqué, Mounet-Sully, médaillon sur façade de la Comédie-Française, sous les arcades de la rue de Montpensier.
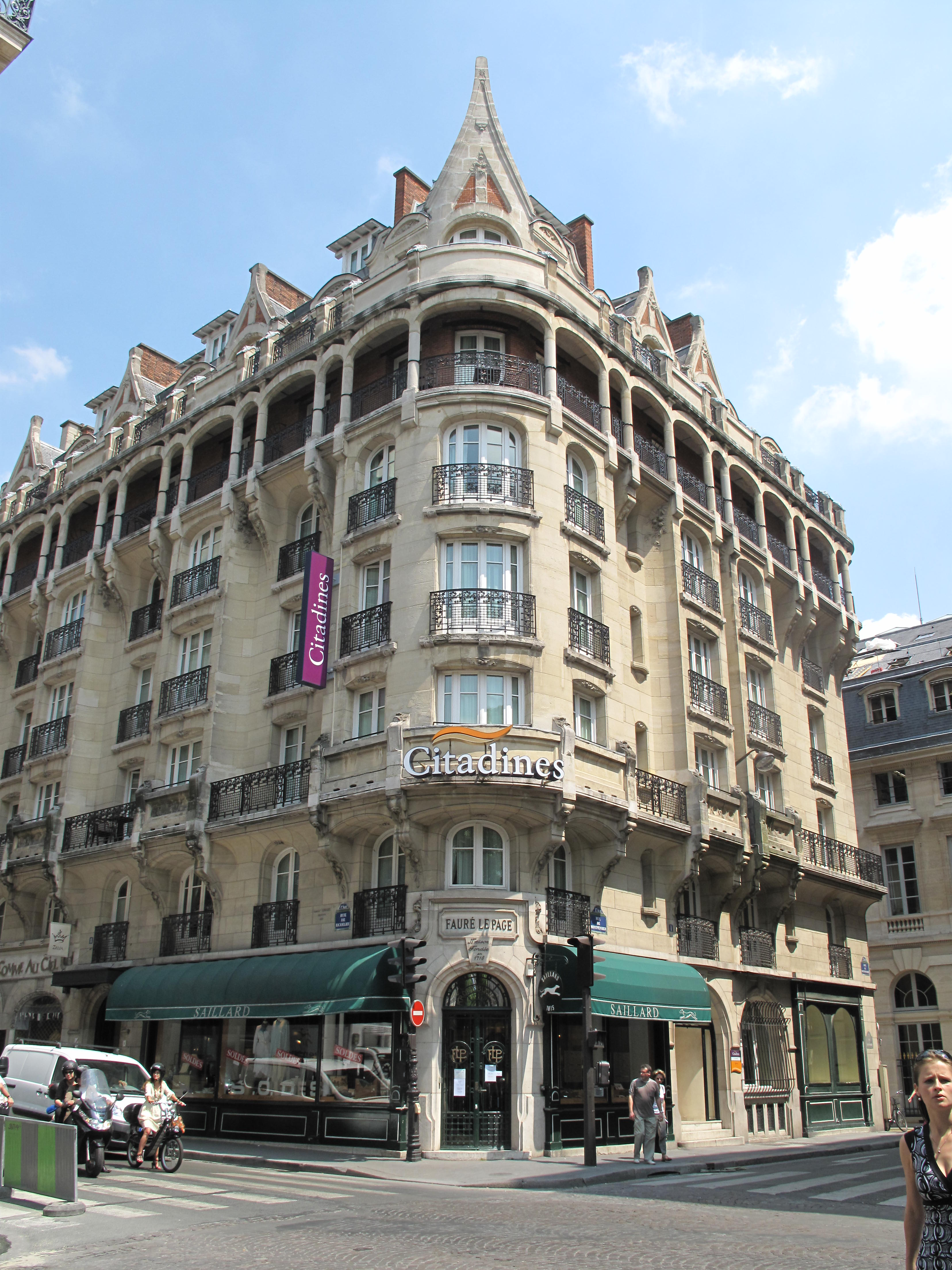
Ancienne boutique Fauré Le Page, au 8, rue de Richelieu.
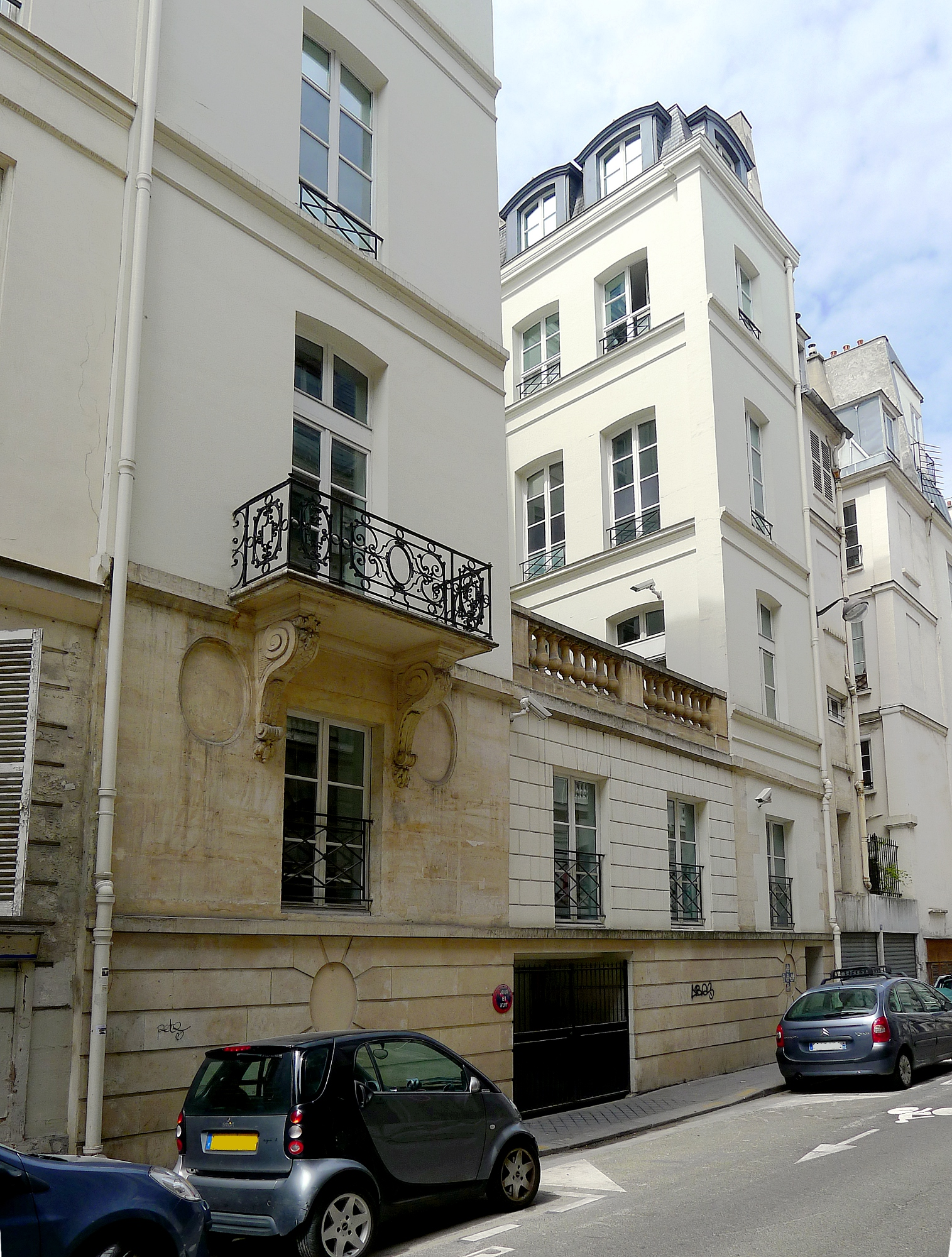
Le no 11.
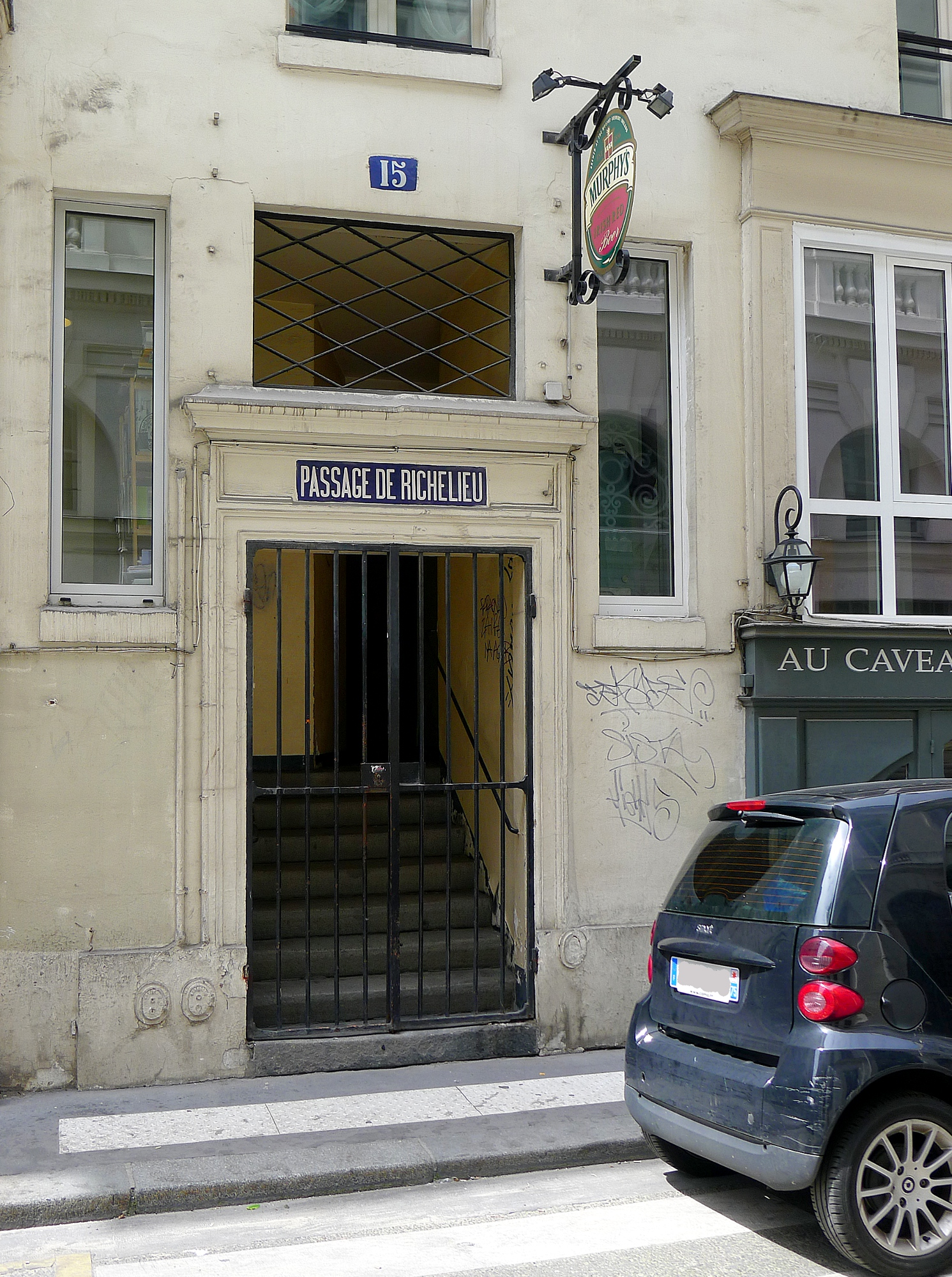
No 15, passage de Richelieu.
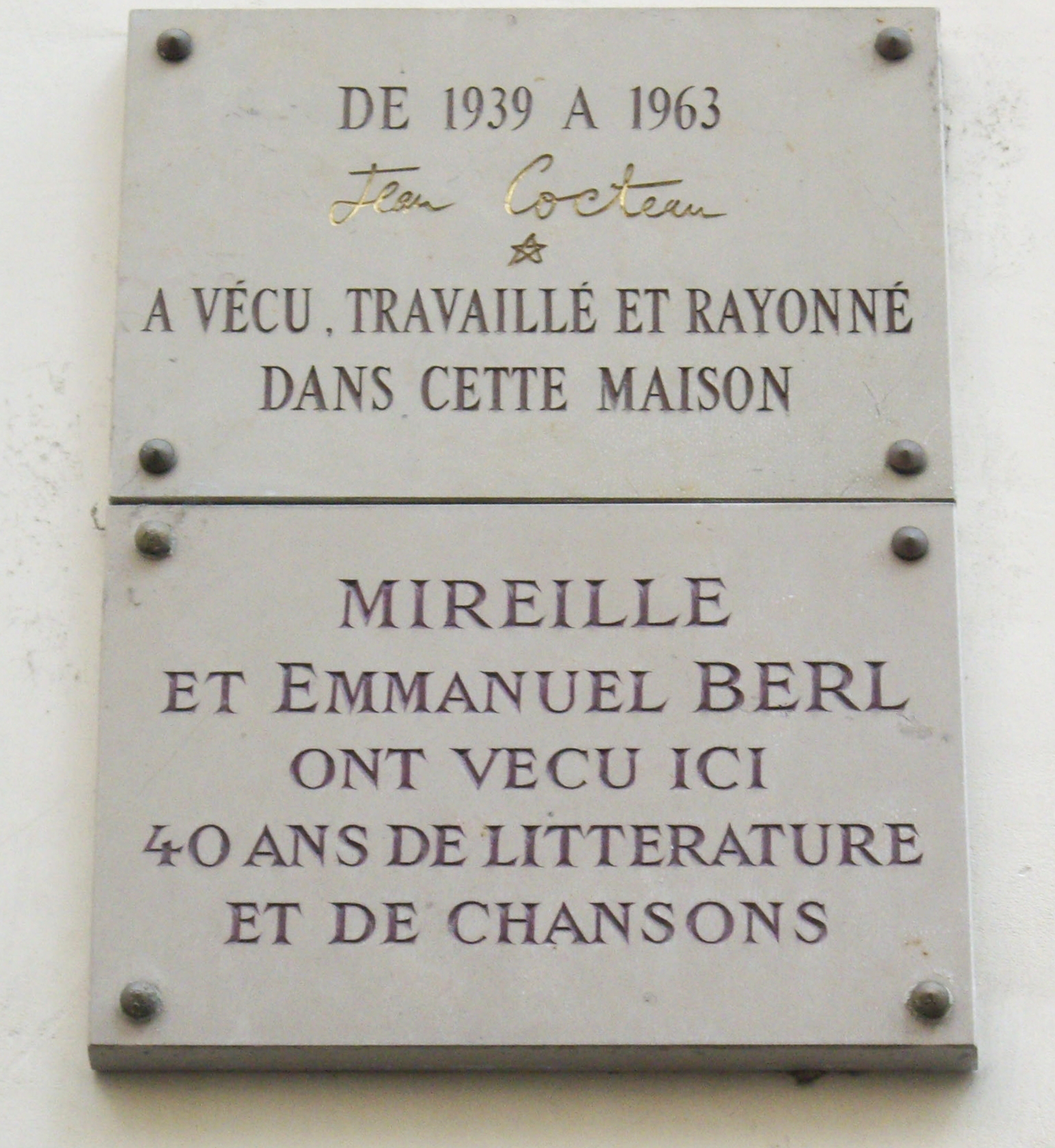
Deux plaques commémoratives du 36, rue de Montpensier.
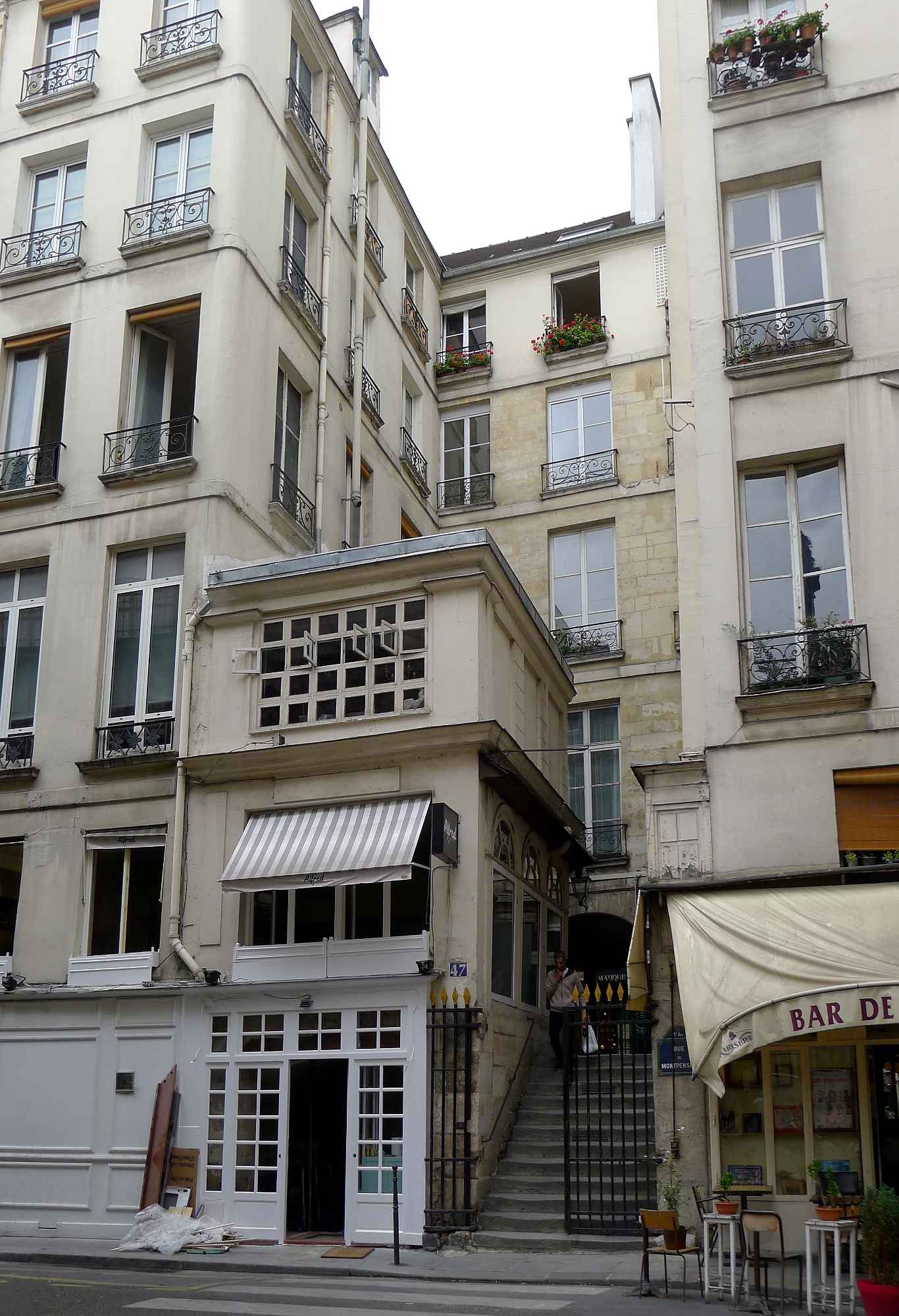
La rue de Montpensier au niveau du 47, passage de Beaujolais.
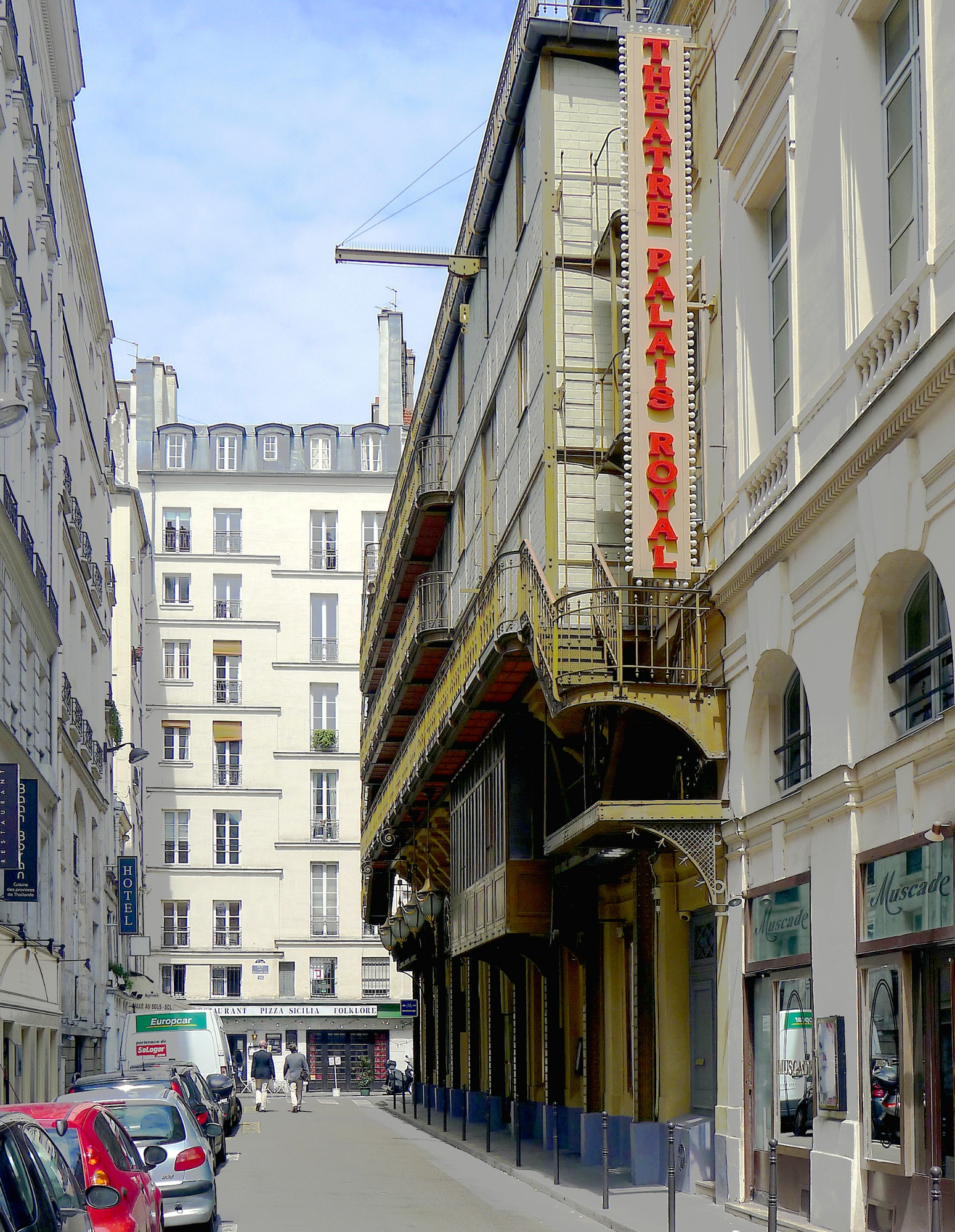
Le théâtre du Palais-Royal.

## Pour approfondir